# John Ramsay

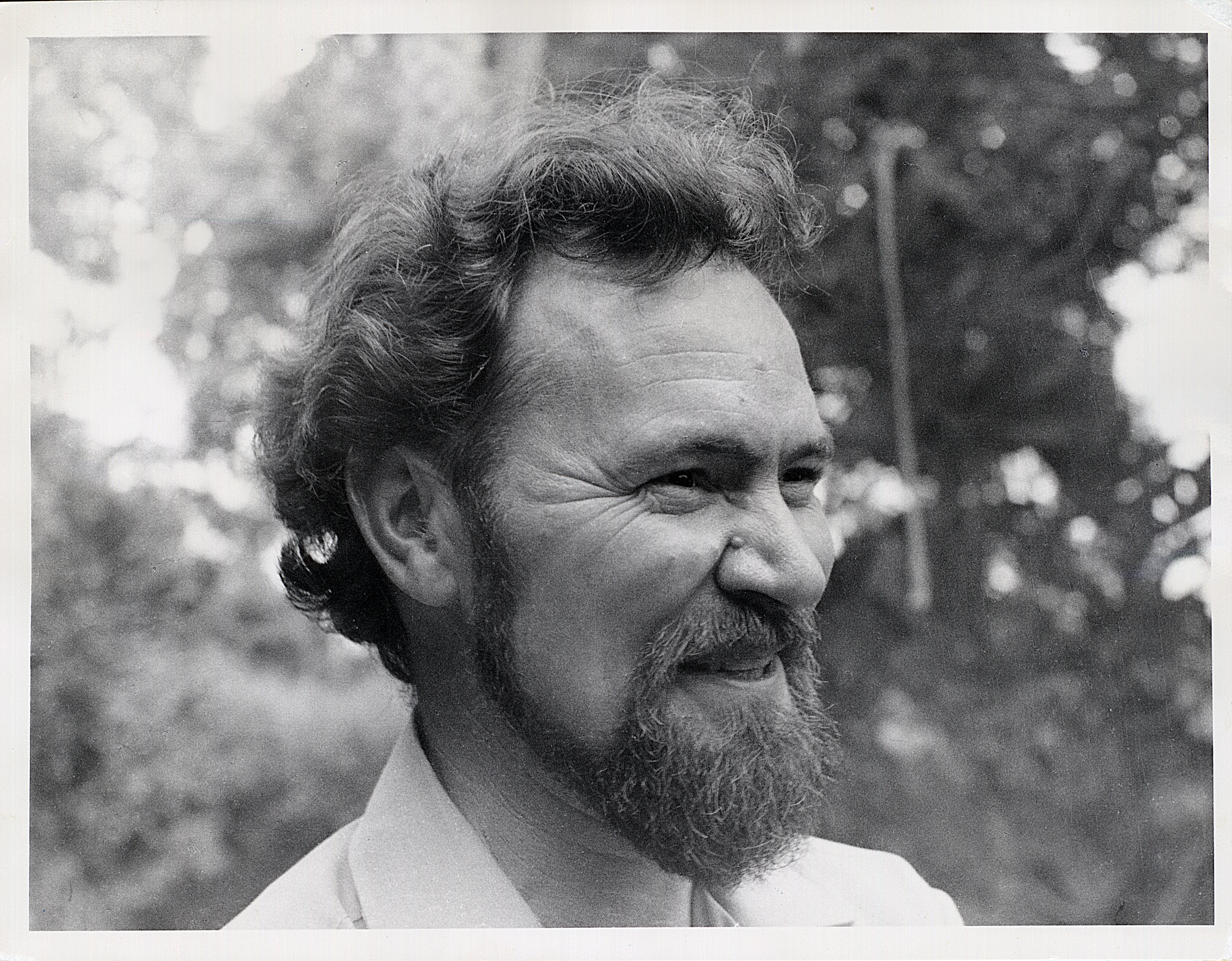
John Ramsay

John Graham Ramsay (Londen, 17 juni 1931 – aldaar, 12 januari 2021) was een Brits geoloog, die onderzocht hoe gesteenten deformeren als gevolg van tektonische spanningen. Ramsay wordt beschouwd als een van de belangrijkste structureel geologen van de vorige eeuw.
Ramsay studeerde geologie aan het Imperial College, waar hij in 1954 promoveerde op onderzoek naar deformatie in gesteenten in de Schotse Hooglanden. Na zijn militaire dienst ging hij in 1957 aan het Imperial College lesgeven, later werd hij hoogleraar aan de University of London en de University of Leeds. Vanaf 1977 tot zijn emeritaat was hij hoogleraar aan de Eidgenössische Technische Hochschule van Zürich. Ramsay schreef een aantal tekstboeken over structurele geologie.
- Base de données des élites suisses: 78646
- Bibsys: 90379485
- Bibliothèque nationale de France: cb12283103g (data)
- Gemeinsame Normdatei: 1047657171
- International Standard Name Identifier: 0000 0000 8174 1230
- Library of Congress Control Number: n84095332
- Nationale Bibliotheek van Letland: 000107531
- Nationale Bibliotheek van Tsjechië: xx0192319
- Nationale Bibliotheek van Israël: 987007278424205171
- Nederlandse Thesaurus van Auteursnamen: 073090107
- Système universitaire de documentation: 031657303
- Virtual International Authority File: 109040976
- WorldCat: E39PBJtrX34gWYfmRkyxGvWVYP